# Titanium La Portada

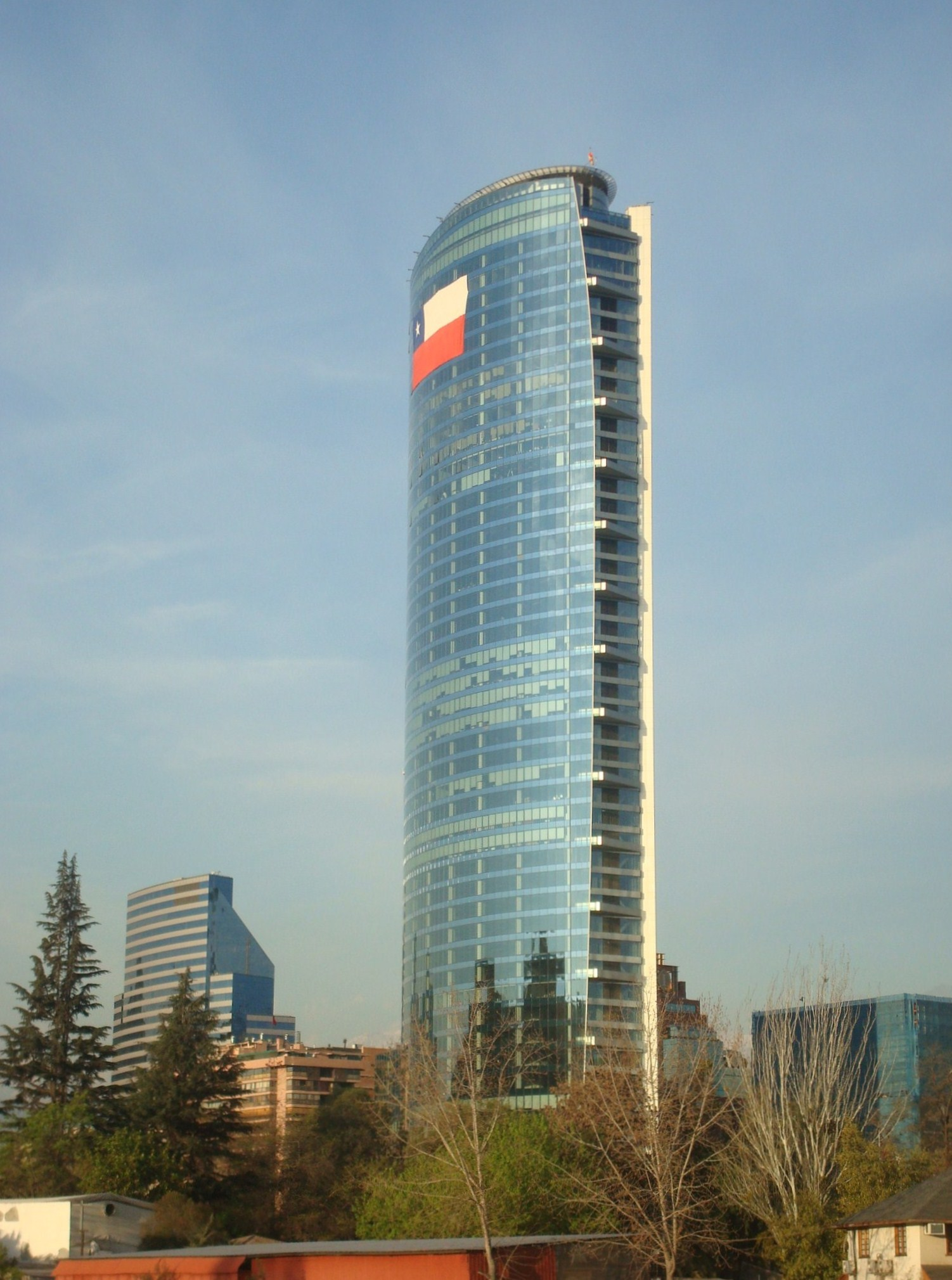
Titanium La Portada

Titanium La Portada é um arranha-céu de 193.9 metros de altura, edificado na cidade de Santiago, Chile. Sua construção iniciou-se em 2006, e foi inaugurado em 3 de Maio de 2010, possui 52 andares e actualmente é o 2º maior arranha-céu do Chile.